# Johann Ulrich Mayr
Johann Ulrich Mayr (* 1630 in Augsburg; † 11. Juni 1704 ebenda) war ein deutscher Barockmaler.

## Leben
Nach Joachim von Sandrart war er der Sohn der Malerin Susanna Mayr, deren Vater Johannes Fischer ebenfalls Maler war. Das Niederländische Institut für Kunstgeschichte (RKD) weist Mayr als Schüler von Rembrandt in Amsterdam sowie als Schüler von Jacob Jordaens in Antwerpen aus. Johann Ulrich Mayr bereiste England und Rom und war bekannt für seine Radierungen.

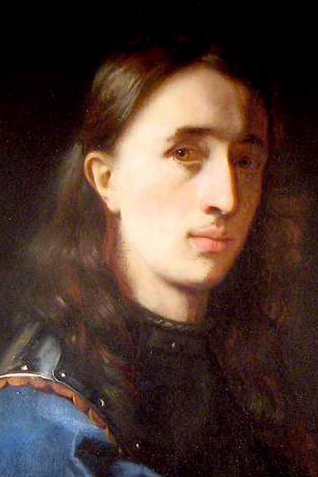
Selbstporträt (Detail)
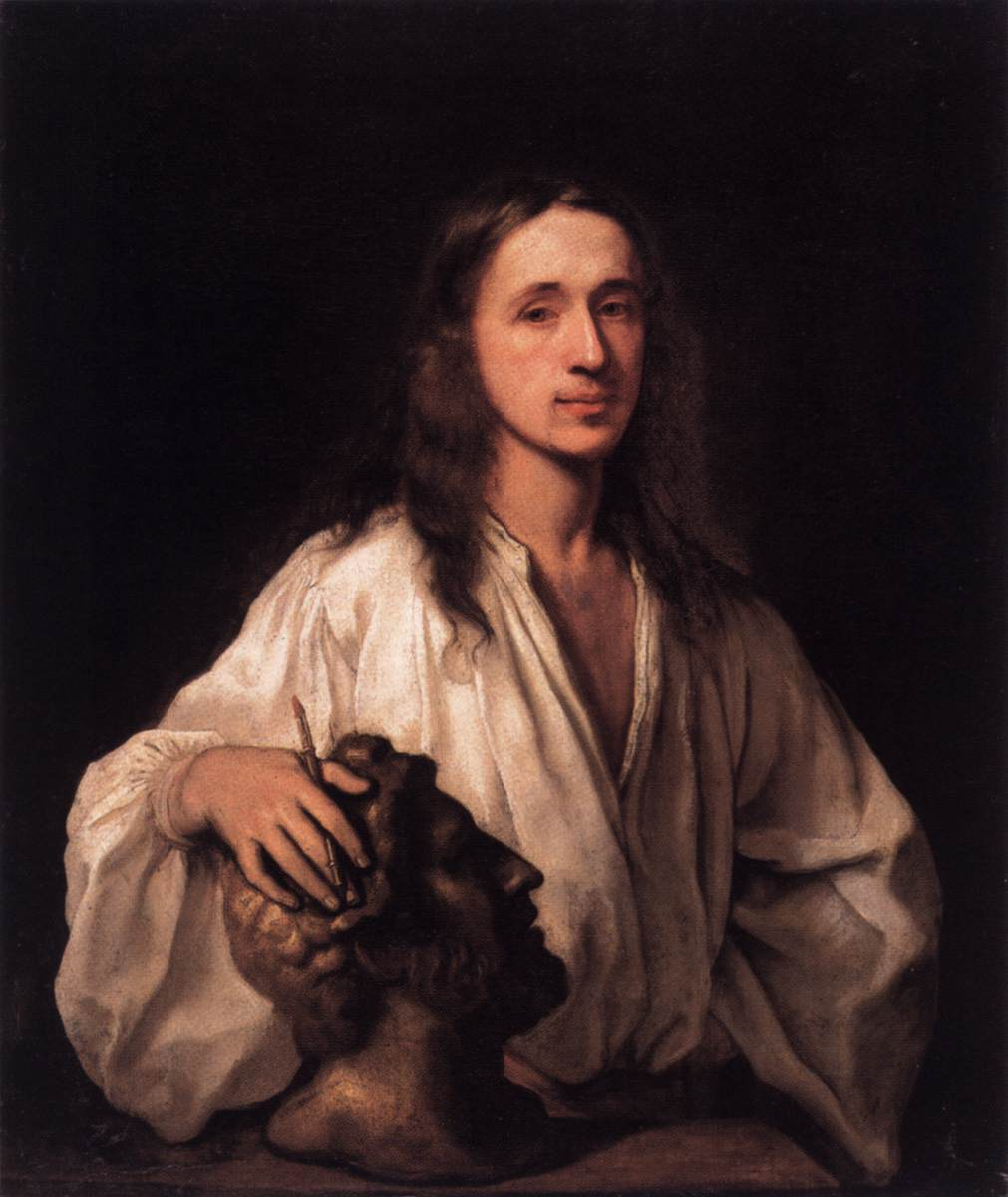
Selbstporträt, 1650
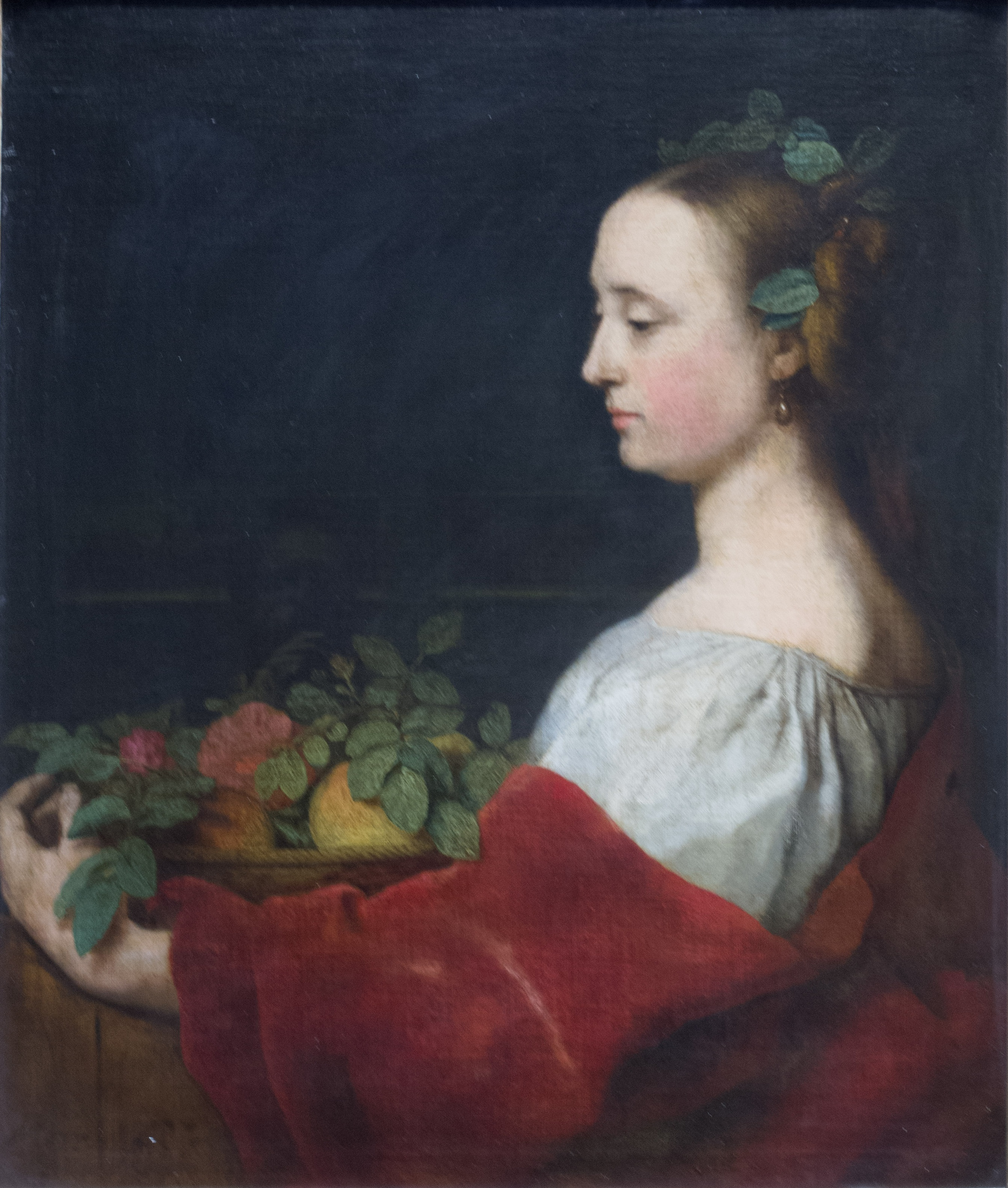
Frau mit Furchtkorb, etwa 1667–1670